# William Gallas
William Eric Gallas (Asnières-sur-Seine, 17 augustus 1977) is een Frans voormalig betaald voetballer die voornamelijk in de verdediging speelde. Hij speelde van 1995 tot en met 2014 voor achtereenvolgens Caen, Olympique Marseille, Chelsea, Arsenal, Tottenham Hotspur en Perth Glory. Gallas was van 2002 tot en met 2010 actief in het Frans voetbalelftal, waarvoor hij 84 interlands speelde en vijf keer scoorde.

## Clubcarrière
Gallas speelde als centrale verdediger, maar kon ook als rechtsback uit de voeten. Coach Claudio Ranieri haalde hem in mei 2001 voor ongeveer € 10,85 miljoen van Olympique Marseille naar Chelsea. Bij The Blues speelde hij in de verdediging samen met onder anderen landgenoot Marcel Desailly en later John Terry. Gallas en Terry behielden samen eenmaal zestien duels achter elkaar de nul voor Chelsea.

## Interlandcarrière
Gallas speelde met het Franse nationale team op het WK 2006. Na het toernooi kwam hij in conflict met Chelsea, mede doordat zijn rugnummer 13 werd vergeven aan Michael Ballack. Gallas vertrok naar rivaal Arsenal, waarbij Ashley Cole de omgekeerde weg bewandelde en Chelsea een bedrag moest bijbetalen. Bij Arsenal droeg hij een tijd de aanvoerdersband, maar na uitspraken over zijn medespelers moest hij deze in november 2008 afgeven aan Francesc Fàbregas.

## Clubstatistieken
| Seizoen | Club                | Duels | Goals | Competitie     |
| ------- | ------------------- | ----- | ----- | -------------- |
| 1995/96 | SM Caen             | 16    | 0     | Ligue 2        |
| 1996/97 | SM Caen             | 18    | 0     | Ligue 1        |
| 1997/98 | Olympique Marseille | 3     | 0     | Ligue 1        |
| 1998/99 | Olympique Marseille | 30    | 0     | Ligue 1        |
| 1999/00 | Olympique Marseille | 22    | 0     | Ligue 1        |
| 2000/01 | Olympique Marseille | 29    | 2     | Ligue 1        |
| 2001/02 | Chelsea             | 30    | 1     | Premier League |
| 2002/03 | Chelsea             | 38    | 4     | Premier League |
| 2003/04 | Chelsea             | 29    | 0     | Premier League |
| 2004/05 | Chelsea             | 28    | 2     | Premier League |
| 2005/06 | Chelsea             | 34    | 5     | Premier League |
| 2006/07 | Arsenal             | 21    | 3     | Premier League |
| 2007/08 | Arsenal             | 31    | 4     | Premier League |
| 2008/09 | Arsenal             | 23    | 2     | Premier League |
| 2009/10 | Arsenal             | 26    | 3     | Premier League |
| 2010/11 | Tottenham Hotspur   | 27    | 0     | Premier League |
| 2011/12 | Tottenham Hotspur   | 15    | 0     | Premier League |
| 2012/13 | Tottenham Hotspur   | 19    | 1     | Premier League |
| 2013/14 | Perth Glory         | 15    | 1     | A-League       |

## Erelijst
- Kampioen Franse 2de divisie: 1995/1996
- League Cup: 2004/2005
- Landskampioen Engeland: 2004/2005, 2005/2006
- Confederations Cup: 2003